# Giunta regionale della Valle d'Aosta
La Giunta regionale della Valle d'Aosta (in francese Gouvernement régional de la Vallée d'Aoste o a volte Junte régionale) ha sede ad Aosta, presso Palazzo regionale (fr. Palais régional), in piazza Albert Deffeyes.

## Composizione attuale
Di seguito è riportata la composizione della 34ª Giunta regionale che ha cominciato il proprio mandato il 2 marzo 2023.
|  | Assessore              | Partito             | Incarico |
|  | ---------------------- | ------------------- | --- |
|  | Renzo Testolin         | Union Valdôtaine    | Presidente della Regione                                                                                              |
|  | Luigi Bertschy         | Union Valdôtaine    | Vicepresidente della Regione Assessore allo Sviluppo economico, Formazione e Lavoro, Trasporti e Mobilità sostenibile |
|  | Luciano Caveri         | Union Valdôtaine    | Assessore agli Affari europei, Innovazione, PNRR e Politiche nazionali per la montagna                                |
|  | Davide Sapinet         | Union Valdôtaine    | Assessore alle Opere pubbliche, Territorio e Ambiente                                                                 |
|  | Giulio Grosjacques     | Union Valdôtaine    | Assessore al Turismo, Sport e Commercio                                                                               |
|  | Marco Carrel           | Pour l'Autonomie    | Assessore all'Agricoltura e Risorse naturali                                                                          |
|  | Carlo Marzi            | Stella Alpina       | Assessore alla Sanità, Salute e Politiche sociali                                                                     |
|  | Jean-Pierre Guichardaz | Partito Democratico | Assessore ai Beni e alle attività culturali, Sistema educativo e Politiche per le relazioni intergenerazionali        |